# 小野耕二
小野 耕二（おの こうじ、1951年3月3日 - ）は、日本の政治学者。名古屋大学名誉教授。専門は比較政治学、現代ドイツ政治。

## 略歴
北海道札幌市生まれ。1974年京都大学法学部卒業、名古屋大学大学院法学研究科博士課程修了。博士（法学）。名古屋大学名誉教授。

## 経歴
北海道札幌南高等学校を経て、京都大学法学部に入学後、福島徳寿郎の指導を受ける。1974年に名古屋大学大学院法学研究科博士課程（前期）入学、指導教授は横越英一と田口富久治。同大学院博士後期課程を単位取得退学後、1979年より名古屋大学法学部助手。この間に後期パーソンズ論まで仕上げた後、ルーマンの理論分析へと研究テーマを転換。1982年、名古屋大学法学部助教授(政治学)に昇任。当初の講義担当は「政治過程論」。
1986年に外務省からの依頼を受け、同年10月から2年間、在西独日本大使館の専門調査員として赴任。ここから、現代ドイツ政治研究と政党研究ならびにEC統合研究を本格的に開始。
1987年4月に名古屋大学法学部教授に昇任。1991年に最初の単著『EC統合とドイツ統一』を刊行。田口退官後、94年度から法学部で「政治学原論」「現代日本の政治と行政」の講義担当。この講義用に書き下ろした教科書が『日本政治の転換点』として刊行される。
1999年にキッチェルト教授を受け入れ教授として、米国デューク大学で在外研究を行う。そこでの研究を踏まえ、『転換期の政治変容』を刊行。この著作で、2001年に京都大学より博士（法学）を授与される。同時に、この頃から名古屋大学法学研究科の「アジア法整備支援プロジェクト」にも取り組んだ。2016年に名古屋大学を定年退職し、名古屋大学名誉教授の称号を受けた。
1998年から日本政治学会理事。日本比較政治学会では2003年から2006年まで理事を務め、その後、監事を務める。社会活動では、1993年から「明るい選挙名古屋市推進協議会」会長。

## 著書

### 単著
- 『EC統合とドイツ統一』（大月書店, 1991年）
- 『日本政治の転換点』（青木書店, 1994年／新版, 1998年／第3版, 2006年）
- 『EU統合の政治学』（青木書店, 1995年）
- 『転換期の政治変容』（日本評論社, 2000年）
- 『社会科学の理論とモデル（11）比較政治』（東京大学出版会, 2001年）

### 共編著
- （田口富久治）『講座現代の政治学（2）現代政治の体制と運動』（青木書店, 1994年）